# Рембо: Перша кров, частина II
«Рембо 2» (англ. Rambo: First Blood Part II) — пригодницький фільм виробництва США. Сіквел фільму «Рембо: Перша кров» про ветерана В'єтнамської війни Джона Рембо.
Не рекомендується перегляд дітям і підліткам, що молодші за 16 років.

## Сюжет
Ув'язнений Джон Рембо працює на кам'яному кар'єрі, відбуваючи покарання за погром американського містечка в попередній частині. Через деякий час полковник Семюель Траутман пропонує йому угоду — прощення всіх його злочинів і свободу в обмін на участь в якійсь секретній операції. Після певних вагань, Джон погоджується. Його привозять на вертольоті на військову базу США десь у Південно-Східній Азії. Там він зустрічається з Траутманом і знайомиться з Маршалом Мердоком, керівником усієї операції. Мердок розповідає Рембо про в'єтконгівський концтабір для американських полонених. З цього табору Джон одного разу вже здійснив втечу 1971 року. За даними розвідки, табір має бути порожній. Завдання Рембо полягає в тому, щоб проникнути в цей табір і за допомогою фотодокументів підтвердити або спростувати інформацію про наявність у ньому полонених, при цьому не вступаючи в бій з противником. Джон летить на транспортному літаку до місця десантування. У момент стрибка його спорядження чіпляється за борт літака, і він змушений перерізати ножем ремені кріплення. У результаті він успішно приземляється, але втрачає майже все своє спорядження, за винятком свого бойового ножа та лука з декількома стрілами.
У джунглях Рембо знаходить зв'язкову — в'єтнамку Ко Бао. Разом вони наймають піратський човен і пливуть по річці, щоб скоротити шлях. До табору вони добираються ввечері. Рембо проникає в табір і знаходить полонених, виводячи одного з них, попутно вбивши кількох патрульних за допомогою своїх безшумних стріл. Разом з Ко і полоненим Джон біжить назад до човна. Вранці у в'єтнамському таборі підіймається тривога і всі солдати вирушають у погоню. Частину шляху герої пропливають по річці, проте ватажка бандитів перекуповують в'єтнамські військовики. Бандити намагаються здати героїв, але Рембо вбиває всіх бандитів і заразом розправляється з ворожим патрульним катером. Джон разом зі своїми попутниками йде до точки евакуації. Американці висилають транспортний вертоліт, в якому летить також полковник Траутман.
Рятувальна команда помічає Рембо, а також одного полоненого і сповіщає на базу. Почувши про порятунок полоненого, Мердок раптово віддає наказ про скасування операції, бо він не зацікавлений в порятунку ув'язнених, ув армії ж немає коштів на проведення подібних спецоперацій. Вертоліт повертається назад на базу, а Рембо разом з полоненим оточують в'єтнамські солдати і йому нічого не залишається, як здатися. На в'єтнамську базу прилітає вертоліт з радянськими десантниками. Ними командує підполковник Подовський. Увечері Подовський намагається допитати Рембо, разом зі своєю «правою рукою» сержантом Юшиним катує його і показує радіоперехоплення зв'язку рятувальної команди й американського штабу, в надії, що Рембо зневіриться в командуванні. Зрозумівши, що Мердок зрадив його, Рембо погоджується вийти на радіоконтакт зі своїми, але тільки для того, щоб пообіцяти Мердокові помсту, після цього він здійснює втечу за допомогою прониклої на базу Ко.
Вони біжать з бази, переслідувані вертольотом та радянськими десантниками. Наступного дня Джон потрапляє в засідку. Він розстрілює всіх ворогів, але Ко, що встигла закохатися в Джона, гине. Пройнятий ненавистю й помстою, він знищує радянських десантників у джунглях. Піднімається переполох, Рембо, тим часом, біжить у найближче село, попутно підриваючи вьєтконгівські автомобілі та спалюючи солдатів у заростях сухої трави. Поблизу водоспаду Джона наздоганяє радянський вертоліт. Коли вертоліт знизився майже до землі, Рембо викидає з нього радянський екіпаж і летить на вьєтконгівську базу. Застосовуючи озброєння вертольота (гармати й кулемети) він розстрілює всіх ворожих солдатів на базі й рятує полонених. Вони разом летять «додому». Раптово їх наздоганяє важкий радянський вертоліт, пілотований підполковником Подовським. Зав'язується повітряний бій, але Рембо вдається підірвати ворожий вертоліт.
Нарешті Рембо разом з полоненими досягає американської бази. Він вривається на базу й розстрілює всі комп'ютери з кулемета. Джон нападає на Мердока й, обірвавши його виправдання, попереджає: «Ти ж знаєш, що там ще залишилися наші полонені. Знайди цих людей. Інакше тебе знайду я». Врешті-решт, Траутмен каже, що Джона нагородять другою Медаллю Пошани, але він відмовляється й пропонує Траутману нагородити військовополонених, бо вони вистраждали це все. Також полковник пропонує Джону залишитися в армії, але він не хоче: адже тут убили його друзів і «частину його». Тоді Траутман говорить: «Ніхто не застрахований від помилок, але не можна ж за це ненавидіти всю країну». Рембо відповідає, що готовий за неї померти й хоче тільки одного: щоб кожного солдата, який повернувся з війни, його країна любила так само, як вони люблять її. Траутман питає у Рембо: «Як думаєш жити, Джонні?», на що він відповідає: «День за днем».

## Цікаві факти
- Перший фільм, що вийшов одночасно на екрани в понад 2000 кінотеатрах США.
- Упродовж фільму гинуть 67 людей, із них 57 від рук Рембо.
- Стрічка, яка мала гігантський як на той час бюджет у 44 мільйони доларів, обернулася для продюсерів великим комерційним успіхом, принісши близько 150 мільйонів доларів тільки в Північній Америці. Фільм зайняв 2-ге місце серед найбільш комерційно успішних 1985 року, поступившись картині «Назад у майбутнє», але обігнавши «Роккі 4». Таким чином, Сильвестр Сталлоне взяв участь у двох з трьох найуспішніших комерційних кінострічок року.
- Фільм привернув увагу президента США Рональда Рейґана, який похвалив Сильвестра Сталлоне за створення образу Рембо як символу американської армії.
- Стрічка отримала премію «Золота малина» як найгірший фільм року
- Джеймс Камерон, який значиться в титрах фільму співавтором сценарію разом із Сильвестром Сталлоне, стверджує, що він написав лише перший варіант, який потім суттєво переробив Сталлоне.
- Дольф Лундґрен отримав у картині одну з ролей, але Сталлоне волів зняти його в «Роккі 4» і тому з даної стрічки звільнив.
- Підполковник Подовський — єдиний лиходій, в якого у сценарії є хоча б одна фраза англійською.
- Оскільки дістати радянський військовий вертоліт знімальній групі не вдалося, під Мі-24 було вдало «загримовано» SA 330 «Пума» — він дійсно схожий на машини серії Мі.
- Коли Рембо пливе на човні з контрабандистами, його зв'язкова відкидає віко ящика й показує йому гранатомет РПГ-7, на якому зроблено напис «ПАТРОНЫ. ОБР 1943 г. калибра 7.62».
- Військова база у фільмі знімалася на базі ВПС Мексики.
- Рядових радянських десантників у стрічці показано в гіперболізовано-гротескному світлі, до того ж усі вони в невідповідному обмундируванні. Певним відгуком на цей фільм із боку СРСР стала картина 1985 року «Одиночне плавання», де в комічній формі показано вже патлатих солдатів американських спецвійськ, котрих незмінно перемагають радянські морські піхотинці.

## У ролях
- Сільвестр Сталлоне — Джон Рембо
- Річард Кренна — полковник Семюель Траутман
- Чарльз Неп'єр — Маршал Мердок
- Джулія Ніксон — Ко Хао
- Стівен Беркофф — підполковник Подовський
- Мартін Коув — Еріксон, сержант на базі
- Войо Горич — сержант Юшин, охоронець Подовського